# Spoorlijn Nantilly - Saumur-Rive-Gauche
De spoorlijn Nantilly - Saumur-Rive-Gauche was een Franse spoorlijn van Nantilly naar Saumur. De lijn was 1,8 km lang en heeft als lijnnummer 531 000.

## Geschiedenis
De lijn werd in gedeeltes geopend door de Compagnie du chemin de fer de Poitiers à Saumur, van Nantilly naar Clos-Bonnet op 15 mei 1874 en van Clos-Bonnet naar Saumur-Rive-Gauche op 31 januari 1876. 
Na de opening van het gedeelte tussen Château-du-Loir en Nantilly van de spoorlijn Chartres - Bordeaux-Saint-Jean op 11 juli 1886 nam het belang van de lijn sterk af. Reizigersverkeer werd opgeheven op 22 mei 1937. Goederenvervoer in 1983.

## Aansluitingen
In de volgende plaats was er een aansluiting op de volgende spoorlijnen:
Nantilly
RFN 500 000, spoorlijn tussen Chartres en Bordeaux-Saint-Jean
RFN 500 606, stamlijn Nantilly